# ارکیده عنکبوتی بوندارا
ارکیده عنکبوتی بوندارا (نام علمی: Caladenia amnicola) نام یک گونه از سرده ارکیده‌های عنکبوتی است.